# Paul Hunter
Paul Hunter er en populær afro-amerikansk musikvideo instruktør. 
Som sin jævnaldrene kammerat Hype Williams, er Paul Hunter blevet anerkendt for sine high-budget, visuelt påfaldene videoer for populærmusik singler. Han har mest arbejdet med berømte kunstnere inde for musik, og han har instrueret over 100 musikvideoer. Han har også lavet mange TV-reklamer og blev nomineret til en Emmy for Nike's Freestyle reklame. Han har dog kun instrueret én spillefilm, ved navn Bulletproof Monk, fra 2003, der var en action film med Chow Yun-Fat, Seann William Scott og Jaime King i hovedrollerne.
Paul Hunter bestod fra Cal State Northridge, i hovedfagene Radio, TV, og Film.

## Udvalgte Musikvideoer

### 1996
- Aaliyah "One in a Million"
- Aaliyah feat. Ginuwine, Missy Elliott & Timbaland "One in a Million [Remix]"
- Aaliyah "Got To Give It Up"

### 1997
- Mariah Carey – "Honey"7
- Erykah Badu – "On & On"7 9
- Whitney Houston – "Step by Step"
- Mary J. Blige – "Love Is All We Need"
- LL Cool J – "Phenomenon"
- Notorious B.I.G feat. Puff Daddy – "Hypnotize"3
- Snoop Dogg feat Teena Marie and Charlie Wilson – "Vapors"

### 1998
- Puff Daddy – "It's All About The Benjamins"5
- Missy Elliott feat. Timbaland & Mocha – "Hit 'Em Wit da Hee"
- Usher – "My Way"
- Brandy feat. Mase – "Top of the World"
- Janet Jackson – "I Get Lonely"
- Marilyn Manson – "The Dope Show"2
- Hole – "Malibu"10
- Busta Rhymes – "Turn It Up (Remix) - Fire It Up"
- Whitney Houston feat.Faith Evans & Kelly Price – "Heartbreak Hotel"9

### 1999
- Marilyn Manson – "I Don't Like the Drugs (But the Drugs Like Me)"
- Will Smith's "Wild Wild West"5
- TLC – "Unpretty"
- Jennifer Lopez – "If You Had My Love"7
- Lenny Kravitz – "Fly Away"8

### 2000
- Kelis – "Get Along With You"
- D'Angelo – "Untitled (How Does It Feel)"5 6 8 9
- Christina Aguilera – "Come on Over Baby (All I Want Is You)"
- Jennifer Lopez – "Feelin' So Good"
- Eminem – "The Way I Am"

### 2001
- Michael Jackson – "You Rock My World"
- Aaliyah – "We Need A Resolution"
- Jennifer Lopez – "Love Don't Cost a Thing"7
- Lenny Kravitz – "Again"8
- Christina Aguilera, Lil' Kim, Mya & Pink – "Lady Marmalade"1
- Jay-Z feat. R. Kelly – Guilty Until Proven Innocent
- Sunshine Anderson – "Lunch or Dinner"

### 2003
- Ashanti – "Rock Wit You (Awww Baby)"9
- Eminem – "Superman"
- Britney Spears feat. Madonna – "Me Against the Music"
- Justin Timberlake – "Senorita"8
- Justin Timberlake – "I'm Lovin' It"
- Kelis – "Milkshake" (unreleased version)
- Pharrell Williams feat. Jay-Z – "Frontin'"

### 2004
- Mos Def – "Sex, Love & Money"

### 2005
- Snoop Dogg feat. Justin Timberlake – "Signs"
- Gwen Stefani – "Hollaback Girl"4 5 7
- Pharrell Williams feat. Gwen Stefani – "Can I Have It Like That"
- Mariah Carey – "Don't Forget About Us"
- The Pussycat Dolls feat. Busta Rhymes – "Don't Cha"
- Will Smith – "Switch"
- Will Smith – "Party Starter"
- Stevie Wonder – "So What The Fuss"

### 2006
- Mariah Carey feat. Snoop Dogg – "Say Somethin'"
- Mary J. Blige with U2 – "One"
- Justin Timberlake feat. T.I. – "My Love"